# Affaire Valérie Drif
Le texte peut changer fréquemment, n’est peut-être pas à jour et peut manquer de recul. 
Le titre et la description de l'acte concerné reposent sur la qualification juridique retenue lors de la rédaction de l'article et peuvent évoluer en même temps que celle-ci.
L’affaire Valérie Drif, du nom de la victime, est une affaire criminelle française dans laquelle Valérie Drif, 32 ans, est retrouvée pendue chez elle, l'autopsie démontrant qu'en réalité elle aurait été victime de strangulation.
Quelques heures après le décès de la victime, la maison sera détruite dans un incendie. Les enquêteurs privilégieront alors la thèse du meurtre de Valérie par sa femme Laëtitia, soupçonnée d'avoir ainsi voulu détruire la scène d'un crime.

## Les faits
Dans la nuit du 8 au 9 octobre 2018, vers 21 heure, les pompiers sont contactés par Laëtitia, la femme de Valérie Drif, 32 ans. Les secours se rendent alors au n°2 de la rue Laraignon dans le quartier des Capucins à Carcassonne en croyant avoir affaire à « une tentative de suicide par pendaison ».
Trouvée en arrêt cardiorespiratoire, Valérie est ranimée pendant quelques minutes par l'équipe de secours, puis transférée au centre hospitalier de Carcassonne où elle décède quelque temps après son admission.
La même nuit, à 2 h 20 du matin, les pompiers doivent de nouveau se rendre à la même adresse pour traiter un incendie. Grièvement brûlée sur plus de 20 % du corps, Laëtitia, l'épouse de Valérie Drif, est transférée vers l'hôpital de Carcassonne dans un état critique,, ses brûlures sont ensuite traitées par le service des grands brûlés du CHU Lapeyronie, à Montpellier. Le chef du centre de secours de Carcassonne déclare que « Quand nous sommes arrivés, la maison était entièrement embrasée, avec une toiture en phase d'être percée. Nous avons eu affaire à un sinistre virulent, pour lequel nous avons dû actionner trois lances, dont une depuis la grande échelle, pour éviter une propagation à l'habitation mitoyenne ou à celle se trouvant à l'arrière ».
L'habitation est totalement détruite, l'incendie est circonscrit à 4 heures du matin le 9 octobre 2018.
Les obsèques religieuses de Valérie Drif ont lieu le 24 novembre 2018 en la collégiale Saint-Michel de Castelnaudary. L'inhumation du corps se déroule au cimetière de l'Ouest de Castelnaudary.

## Enquête
L'instruction est dirigée par le Pôle Criminel de Narbonne. Initialement confiée à la brigade de sûreté urbaine (BSU) de Carcassonne, l'enquête sera transmise au SRPJ de Montpellier.

### Autopsie
Elle est réalisée le 11 octobre 2018 par l'institut médico-légal (IML) de Montpellier.
L'autopsie établit que Valérie Drif n'est pas morte des suites d'une pendaison mais de celles d'une strangulation. Les enquêteurs se dirigent alors vers la thèse d'un meurtre déguisé en suicide.

### Audition et mise en examen de Laëtitia
Elle est mariée à Valérie depuis 2013
Le 20 décembre 2018, Laëtitia est mise en examen pour « meurtre aggravé par conjoint » ainsi que pour « destruction de scène de crime par incendie ».
Elle est alors placée en détention provisoire à l'unité pour femmes de la maison d'arrêt de Perpignan,.
Elle sortira de prison le 19 avril 2019 et sera placée sous contrôle judiciaire, mais ne sera pas contrainte au port d'un bracelet électronique.

## Retentissement médiatique
Le 6 juillet 2019,  un rassemblement est organisé square Gambetta à Carcassonne en hommage aux 73 femmes tuées par leur conjoint depuis le début de l'année. Les sœurs et parents de Valérie Drif y participeront pour dénoncer les féminicides. 
Le 7 septembre 2019 une « marche blanche » est organisée en mémoire de Valérie Drif devant le palais de justice de Carcassonne, annoncée par la presse locale. Cette marche réunira une cinquantaine de participants, amis, proches, associations de lutte contre toutes les violences conjugales, marchant derrière la banderole « Justice pour les victimes. Valérie assassinée par sa compagne ».